# Mukamira
Mukamira – miasto w Rwandzie; w prowincji Zachodniej; 15 101 mieszkańców (2012).